# Machatschkiite
La machatschkiite è un minerale.